# Lampropeltis triangulum abnorma
Lampropeltis triangulum abnorma, conocida popularmente como serpiente lechera guatemalteca, es una subespecie de serpiente no venenosa de la familia Colubridae. Es endémica de Guatemala, donde se encuentra en los bosques húmedos de las tierras altas.

## Descripción

### Apariencia
Los adultos de esta subespecie miden entre 50 y 75 cm de longitud. Su cabeza es pequeña y triangular, con ojos grandes y oscuros. El cuerpo es delgado y alargado, con una cola larga y fina.
La coloración de esta subespecie es muy variable. Los ejemplares más comunes tienen un fondo marrón o gris, con manchas negras o marrón oscuro. Las manchas pueden estar dispuestas en forma de bandas o rombos. En algunos casos, los ejemplares pueden ser completamente negros o albinos.

### Hábitat y distribución
Esta subespecie se encuentra en una variedad de hábitats, incluyendo bosques de montaña, bosques nubosos y bosques de pino. Se encuentra a menudo en elevaciones de entre 1000 y 2000 metros sobre el nivel del mar. Se encuentra en los bosques húmedos de las tierras altas de Guatemala. Su distribución abarca desde el departamento de Huehuetenango en el oeste hasta el departamento de Alta Verapaz en el este.

### Comportamiento
Lampropeltis triangulum abnorma es una serpiente diurna. Es una serpiente activa y suele moverse rápidamente. Es una serpiente trepadora y a menudo se encuentra en árboles y arbustos.

### Alimentación
La dieta de esta subespecie se compone principalmente de roedores, lagartijas y aves. Son serpientes diurnas, y suelen cazar al amanecer o al atardecer. Los ejemplares jóvenes suelen comer insectos.

### Reproducción
Lampropeltis triangulum abnorma es una serpiente ovípara. Las hembras ponen entre 6 y 12 huevos en un nido de hojas y musgo. Los huevos eclosionan después de unos 60 días.

### Estado de conservación
Está clasificada como de «preocupación menor» por la Lista Roja de la UICN. Sin embargo, su población está disminuyendo debido a la pérdida de hábitat y la captura para el comercio de mascotas.